# Test für Medizinische Studiengänge
Der Test für Medizinische Studiengänge (TMS, umgangssprachlich auch Medizinertest) ist ein spezifischer Studierfähigkeitstest bzw. Studieneignungstest für das Studium der Medizin, der ab 1978 im Auftrag der deutschen Kultusministerkonferenz der Länder unter Leitung von Günter Trost am Institut für Test- und Begabungsforschung Bonn unter der Vorgabe entwickelt wurde, Dimensionen der Studieneignung möglichst repräsentativ zu erfassen und in Ergänzung zur Abiturnote ein weiteres verlässliches Zulassungskriterium im Rahmen des Numerus clausus verwenden zu können. Von 1986 bis 1996 und wieder seit 2007 befindet er sich in Deutschland im Einsatz.

## Geschichte
Ziel war und ist es, die individuelle Studieneignung für das Studium der Medizin möglichst objektiv und zuverlässig mit einem fachspezifischen Eignungstest abzuschätzen. Die Verwendung der Abiturnote als Zulassungskriterium ist mit dem Problem verbunden, dass Unterschiede der Bewertungsmaßstäbe zwischen Ländern, Bildungswegen, den Geschlechtern etc. zu Verzerrungen führen können. Die Verwendung eines Ausgleichsschlüssels wegen der unterschiedlichen Notendurchschnitte in den verschiedenen Bundesländern kann dies nur bedingt korrigieren. Der Test ist unabhängig von solchen Unterschieden und sorgt für eine Verbesserung der Chancengleichheit bei der Zulassung.
Der TMS wurde in den Jahren 1986 bis 1996 bei der Auswahl der Bewerber für einen Studienplatz im Fach Medizin routinemäßig eingesetzt und laufend aktualisiert, jedes Jahr kam eine neue Testfassung zur Anwendung. Der Test wurde vorübergehend abgeschafft, als die Bewerberzahl im Fach Medizin nicht mehr deutlich über der Zahl der Studienplätze lag. Seit 2007 ist er wieder Bestandteil des Auswahlverfahrens, allerdings ist den Hochschulen die Verwendung jetzt freigestellt.

## Aktuelle Anwendung
Entwicklung, Durchführung, Auswertung und Evaluation des Tests liegen in den Händen der ITB Consulting GmbH, der Nachfolgeeinrichtung des Instituts für Test- und Begabungsforschung, Bonn.
Die Universität Heidelberg fungiert als Koordinationsstelle, wo die Anmeldung zum Test erfolgt. Teilnahmeberechtigt sind alle Personen, die den TMS noch nicht absolviert haben und im Besitz einer allgemeinen, besonderen oder fachgebundenen Hochschulzugangsberechtigung sind (Alt-Abiturienten), sowie alle Personen, die diese im laufenden oder darauffolgenden Schuljahr erwerben werden. Seit Frühjahr 2023 sind außerdem alle Personen, die bereits einmalig teilgenommen haben, zur erneuten Teilnahme innerhalb von 12 Monaten berechtigt. Insgesamt sind also zwei Testdurchläufe möglich. Bei einer Wiederholung sind beide Testergebnisse gültig. Man entscheidet selbst, welches zur Bewerbung genutzt werden soll.
Die Teilnahme am TMS ist grundsätzlich freiwillig. Sie kann die Chancen in der Quote Auswahlverfahren der Hochschulen verbessern. Das Testergebnis wird mit der Abiturnote verrechnet und zu diesem Zweck in eine vergleichbare Skala umgerechnet. Grundprinzip dieser Umrechnung ist, dass man aufgrund des Testwertes, der normalverteilt ist, in die Verteilung der mittleren Abiturdurchschnittsnoten der Personen, die sich zuletzt bei der jeweiligen Hochschule um einen Studienplatz der Medizin beworben haben, eingereiht wird.
Seit mit dem Sommersemester 2020 das neue Auswahlverfahren in Kraft getreten ist, legt jede Universität die Gewichtung des TMS selbst fest. Der TMS kann hier sowohl in die AdH-Quote als auch in der ZEQ-Quote gewertet werden. Nähere Informationen zu den jeweiligen Quoten finden sich auf den Websites der jeweiligen Hochschulen und auf hochschulstart.de.
Der Test ist kostenpflichtig, die Testgebühr beträgt im Jahr 2024 100 Euro.

## Aufbau des TMS
Der Test für medizinische Studiengänge setzt sich aus insgesamt neun Untertests zusammen, die alle jeweils unterschiedliche Fähigkeiten testen sollen. Er ist kein Wissenstest.
Anzumerken gilt es, dass es sogenannte Einstreuaufgaben gibt, welche nicht gewertet werden, da diese Aufgaben zur Testung auf Eignung für zukünftige TMS-Tests dienen. Jede Aufgabe ergibt einen Punkt, sofern sie richtig gelöst wurde. Insgesamt gibt es 204 Aufgaben, aber abzüglich der Einstreuaufgaben sind maximal 178 Punkte erzielbar. Die Abfolge der einzelnen Untertests im TMS ist festgelegt.
Folgende neun Untertests werden geprüft mit einer großen Pause:
| Aufgabengruppe                                       | Aufgabenzahl und Dauer                                 | Beschreibung                                                            | Beispielaufgabe |
| ---------------------------------------------------- | ------------------------------------------------------ | ----------------------------------------------------------------------- | --------------- |
| Muster zuordnen                                      | 24 Aufgaben, 30 Minuten                                | Test der visuellen Strukturierungsfähigkeit                             |                 |
| Medizinisch-Naturwissenschaftliches Grundverständnis | 24 Aufgaben, 60 Minuten                                | Test zu naturwissenschaftlichem Denken                                  |                 |
| Schlauchfiguren                                      | 24 Aufgaben, 15 Minuten                                | mentaler Rotationstest zu räumlichen Fähigkeiten                        |                 |
| Quantitative und Formale Probleme                    | 24 Aufgaben, 60 Minuten                                | Test zu mathematischen Fähigkeiten im naturwissenschaftlichen Kontext   |                 |
| Pause 60 Minuten                                     |                                                        |                                                                         |                 |
| Figuren lernen                                       | 20 Aufgaben, 4 Minuten lernen                          | Test der figuralen Merkfähigkeit                                        |                 |
| Fakten lernen                                        | 20 Aufgaben, 6 Minuten lernen                          | Test der verbalen Merkfähigkeit und assoziativen Erinnerungsbildung     |                 |
| Textverständnis                                      | 24 Aufgaben, 60 Minuten                                | Test zum Lesesinnverständnis im naturwissenschaftlichen Kontext         |                 |
| Reproduktionsphase                                   | - Figuren lernen: 5 Minuten; - Fakten lernen 7 Minuten | - Figuren lernen: 5 Minuten; - Fakten lernen 7 Minuten                  |                 |
| Diagramme und Tabellen                               | 24 Aufgaben, 60 Minuten                                | Test zum Verständnis und zur Interpretation von Diagrammen und Tabellen |                 |

## Schweiz und Österreich
In der Schweiz (seit 1998) und in Österreich (Wien und Innsbruck von 2006 bis 2012) kommt bzw. kam eine Weiterentwicklung als Eignungstest für das Medizinstudium (EMS) zur Anwendung, die in Zusammenarbeit mit den Autoren des TMS vom Zentrum für Testentwicklung und Diagnostik der Schweizer Universität Freiburg betreut wird. Unterschiede bestehen bei einigen Untertest (der Konzentrationstest wurde modifiziert gegenüber dem ursprünglichen Konzept in Deutschland, wo er jetzt nicht mehr verwendet wird, Figuren Lernen und Fakten Lernen sowie Muster zuordnen wurden konzeptionell verändert), der Reihenfolge der Untertests, einer Verkürzung (und Verzicht auf die Pause) und der Möglichkeit, den Test in der Schweiz auch in französischer und italienischer Sprache zu absolvieren. Dafür werden jährlich äquivalente Testformen in allen drei Sprachen entwickelt. Viele der Forschungsergebnisse zum EMS, insbesondere zur Vorhersage des Studienerfolgs oder der sinnvollen und weniger sinnvollen Vorbereitung sind auch für die Bewertung des TMS hilfreich.

## Trainierbarkeit
Zumindest einige der Untertests sind vermutlich trainierbar. 80 % der Teilnehmer eines evaluierten Trainings schlossen den Test anschließend mit überdurchschnittlichem Ergebnis ab. Allerdings spielen Geschlecht, Abiturdurchschnittsnote und „Kenntnisse in Mathematik“ anscheinend ebenfalls eine Rolle. Es gibt originale Testversionen als Taschenbuch zu kaufen. Mehrere kommerzielle Anbieter bieten auch Simulationen, Trainingsbücher und Kurse zur Vorbereitung auf den TMS an.